# Walternienburg
Walternienburg is een plaats en voormalige gemeente in de Duitse deelstaat Saksen-Anhalt, en maakt deel uit van de Landkreis Anhalt-Bitterfeld.
Walternienburg telt 566 inwoners.